# Antechinus mimetes
Antechinus mimetes — вид сумчастих тварин із родини кволових (Dasyuridae).

## Опис
Має коричнюватий колір голови та плечей; лапи та хвіст теж коричневі. Це великий антехін. Хвіст коротший за довжину тіла. Мордочка довга й вузька. Кігті довгі.

## Ареал
Проживає на південному сході Австралії (Новий Південний Уельс і Вікторія).

## Таксономія
Таксон було вперше описано 1924 року британським зоологом Олдфілдом Томасом під науковою назвою Phascogale swainsonii mimetes. Пізніше підвид було віднесено до роду Antechinus. У 2015 році Antechinus swainsonii mimetes було підвищено в статусі до самостійного виду.